# Helicodiscus parallelus
Helicodiscus parallelus är en snäckart som först beskrevs av Thomas Say 1817.  Helicodiscus parallelus ingår i släktet Helicodiscus och familjen Helicodiscidae. Inga underarter finns listade i Catalogue of Life.

## Bildgalleri

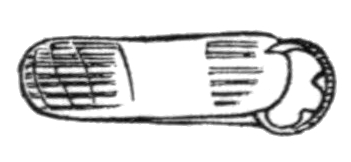